# Canton de Tavaux
Le canton de Tavaux est une circonscription électorale française du département du Jura.

## Histoire
Un nouveau découpage territorial du Jura (département) entre en vigueur à l'occasion des élections départementales de 2015. Il est défini par le décret du 17 février 2014, en application des lois du 17 mai 2013 (loi organique 2013-402 et loi 2013-403). Les conseillers départementaux sont, à compter de ces élections, élus au scrutin majoritaire binominal mixte. Les électeurs de chaque canton élisent au Conseil départemental, nouvelle appellation du Conseil général, deux membres de sexe différent, qui se présentent en binôme de candidats. Les conseillers départementaux sont élus pour 6 ans au scrutin binominal majoritaire à deux tours, l'accès au second tour nécessitant 12,5 % des inscrits au 1er tour. En outre la totalité des conseillers départementaux est renouvelée. Ce nouveau mode de scrutin nécessite un redécoupage des cantons dont le nombre est divisé par deux avec arrondi à l'unité impaire supérieure si ce nombre n'est pas entier impair, assorti de conditions de seuils minimaux. Dans le Jura, le nombre de cantons passe ainsi de 34 à 17.
Le canton de Tavaux est formé de communes des anciens cantons de Dole-Sud-Ouest (1 commune), de Chemin (11 communes) et de Chaussin (17 communes). Le canton est entièrement inclus dans l'arrondissement de Dole. Le bureau centralisateur est situé à Tavaux.

## Représentation
| Période élective | Période élective | Mandat | Mandat   | Identité              | Nuance | Nuance | Qualité |
| ---------------- | ---------------- | ------ | -------- | --------------------- | ------ | ------ | --- |
| 2015             | 2021             | 2015   | 2021     | Jean-Michel Daubigney |        | DVD    | Maire de Tavaux, ancien conseiller général du Canton de Chemin 4ème Vice-Président du Conseil départemental          |
| 2015             | 2021             | 2015   | 2021     | Chantal Torck         |        | LR     | Maire de Chaussin, ancienne conseillère générale du Canton de Chaussin 3ème Vice-Présidente du Conseil départemental |
| 2021             | 2028             | 2021   | en cours | Jean-Michel Daubigney |        | DVD    | Conseiller sortant                                                                                                   |
| 2021             | 2028             | 2021   | en cours | Florence Gay          |        | DVD    | Ingénieure en agriculture, professeure de gestion et protection de la nature en lycée agricole, Chaussin             |

### Résultats détaillés

#### Élections de mars 2015
À l'issue du 1er tour des élections départementales de 2015, trois binômes sont en ballottage : Jean-Michel Daubigney et Chantal Torck (Union de la Droite, 41,75 %), Catherine Matéo et Thibaut Monnier (FN, 35,38 %) et Guy Savoye et Annie Truchot (DVG, 22,88 %). Le taux de participation est de 57,91 % (7 740 votants sur 13 365 inscrits) contre 56,35 % au niveau départemental et 50,17 % au niveau national.
Au second tour, Jean-Michel Daubigney et Chantal Torck (Union de la Droite) sont élus avec 45,22 % des suffrages exprimés et un taux de participation de 58,86 % (3 435 voix pour 7 866 votants et 13 365 inscrits).

#### Élections de juin 2021
Le premier tour des élections départementales de 2021 est marqué par un très faible taux de participation (33,26 % au niveau national). Dans le canton de Tavaux, ce taux de participation est de 34,05 % (4 570 votants sur 13 423 inscrits) contre 35,65 % au niveau départemental. À l'issue de ce premier tour, deux binômes sont en ballottage : Jean-Michel Daubigney et Florence Gay (DVD, 50,37 %) et Pascal Hermann et Garance Houthoofd (RN, 28,84 %).
Le second tour des élections est marqué une nouvelle fois par une abstention massive équivalente au premier tour. Les taux de participation sont de 34,36 % au niveau national, 37,47 % dans le département et 35,99 % dans le canton de Tavaux. Jean-Michel Daubigney et Florence Gay (DVD) sont élus avec 68,58 % des suffrages exprimés (3 027 voix pour 4 832 votants et 13 425 inscrits),,.

## Composition
Le nouveau canton de Tavaux comprend vingt-neuf communes entières.
| Nom                            | Code Insee | Intercommunalité            | Superficie (km2) | Population (dernière pop. légale) | Densité (hab./km2) | Modifier                                    |
| ------------------------------ | ---------- | --------------------------- | ---------------- | --------------------------------- | ------------------ | ------------------------------------------- |
| Tavaux (bureau centralisateur) | 39526      | CA Grand Dole               | 13,86            | 3 926 (2022)                      | 283                | modifier les données · modifier les données |
| Abergement-la-Ronce            | 39001      | CA Grand Dole               | 7,12             | 832 (2022)                        | 117                | modifier les données · modifier les données |
| Annoire                        | 39011      | CC de la Plaine Jurassienne | 15,69            | 423 (2022)                        | 27                 | modifier les données · modifier les données |
| Asnans-Beauvoisin              | 39022      | CC de la Plaine Jurassienne | 16,24            | 724 (2022)                        | 45                 | modifier les données · modifier les données |
| Aumur                          | 39029      | CA Grand Dole               | 9,22             | 389 (2022)                        | 42                 | modifier les données · modifier les données |
| Balaiseaux                     | 39034      | CC de la Plaine Jurassienne | 6,01             | 300 (2022)                        | 50                 | modifier les données · modifier les données |
| Bretenières                    | 39077      | CC de la Plaine Jurassienne | 4,11             | 44 (2022)                         | 11                 | modifier les données · modifier les données |
| Chaînée-des-Coupis             | 39090      | CC de la Plaine Jurassienne | 5,04             | 185 (2022)                        | 37                 | modifier les données · modifier les données |
| Champdivers                    | 39099      | CA Grand Dole               | 7,45             | 445 (2022)                        | 60                 | modifier les données · modifier les données |
| Chaussin                       | 39128      | CC de la Plaine Jurassienne | 16,82            | 1 576 (2022)                      | 94                 | modifier les données · modifier les données |
| Chemin                         | 39138      | CC de la Plaine Jurassienne | 9,14             | 317 (2022)                        | 35                 | modifier les données · modifier les données |
| Chêne-Bernard                  | 39139      | CC de la Plaine Jurassienne | 3,61             | 80 (2022)                         | 22                 | modifier les données · modifier les données |
| Le Deschaux                    | 39193      | CA Grand Dole               | 8,56             | 1 030 (2022)                      | 120                | modifier les données · modifier les données |
| Les Essards-Taignevaux         | 39211      | CC de la Plaine Jurassienne | 5,40             | 247 (2022)                        | 46                 | modifier les données · modifier les données |
| Gatey                          | 39245      | CC de la Plaine Jurassienne | 14,84            | 364 (2022)                        | 25                 | modifier les données · modifier les données |
| Les Hays                       | 39266      | CC de la Plaine Jurassienne | 6,80             | 351 (2022)                        | 52                 | modifier les données · modifier les données |
| Longwy-sur-le-Doubs            | 39299      | CC de la Plaine Jurassienne | 16,46            | 493 (2022)                        | 30                 | modifier les données · modifier les données |
| Molay                          | 39338      | CC de la Plaine Jurassienne | 6,38             | 506 (2022)                        | 79                 | modifier les données · modifier les données |
| Neublans-Abergement            | 39385      | CC de la Plaine Jurassienne | 11,64            | 549 (2022)                        | 47                 | modifier les données · modifier les données |
| Peseux                         | 39412      | CA Grand Dole               | 5,36             | 295 (2022)                        | 55                 | modifier les données · modifier les données |
| Petit-Noir                     | 39415      | CC de la Plaine Jurassienne | 20,52            | 1 063 (2022)                      | 52                 | modifier les données · modifier les données |
| Pleure                         | 39429      | CC de la Plaine Jurassienne | 5,07             | 437 (2022)                        | 86                 | modifier les données · modifier les données |
| Rahon                          | 39448      | CC de la Plaine Jurassienne | 19,60            | 450 (2022)                        | 23                 | modifier les données · modifier les données |
| Saint-Aubin                    | 39476      | CA Grand Dole               | 33,76            | 1 855 (2022)                      | 55                 | modifier les données · modifier les données |
| Saint-Baraing                  | 39477      | CC de la Plaine Jurassienne | 6,28             | 255 (2022)                        | 41                 | modifier les données · modifier les données |
| Saint-Loup                     | 39490      | CC de la Plaine Jurassienne | 9,58             | 239 (2022)                        | 25                 | modifier les données · modifier les données |
| Séligney                       | 39507      | CC de la Plaine Jurassienne | 4,15             | 78 (2022)                         | 19                 | modifier les données · modifier les données |
| Tassenières                    | 39525      | CC de la Plaine Jurassienne | 6,64             | 396 (2022)                        | 60                 | modifier les données · modifier les données |
| Villers-Robert                 | 39571      | CA Grand Dole               | 10,13            | 240 (2022)                        | 24                 | modifier les données · modifier les données |
| Canton de Tavaux               | 3917       |                             | 305,48           | 18 089 (2022)                     | 59                 | modifier les données                        |

## Démographie
En 2022, le canton comptait 18 089 habitants, en évolution de −0,58 % par rapport à 2016 (Jura : −0,81 %, France hors Mayotte : +2,11 %).
| 2013   | 2018   | 2022   |
| ------ | ------ | ------ |
| 18 282 | 18 135 | 18 089 |